# Чемпионат мира по борьбе 1910
В 1910 году чемпионат мира по греко-римской борьбе прошёл в Дюссельдорфе (Германская империя).

## Общий медальный зачёт
| Место | Страна     | Золото | Серебро | Бронза | Всего |
| ----- | ---------- | ------ | ------- | ------ | ----- |
| 1     | Германия   | 4      | 4       | 1      | 9     |
| 2     | Дания      | 0      | 0       | 2      | 2     |
| 3     | Нидерланды | 0      | 0       | 1      | 1     |
| Всего | Всего      | 4      | 4       | 4      | 12    |

## Медалисты

### Греко-римская борьба (мужчины)
| Категория   | Золото          | Серебро     | Бронза             |
| ----------- | --------------- | ----------- | ------------------ |
| До 60 кг    | Карл Вернике    | Уве Фрикер  | Юрген Кристиан     |
| До 70 кг    | Фриц Альтрогген | Ганс Бауэр  | Й.Гелот            |
| До 85 кг    | Херман Бухгольц | Фриц Керхер | Харальд Кристенсен |
| Свыше 85 кг | Густав Шперлинг | Отто Бюрен  | Сёрен Йенсен       |